# Simbioza (epizoda)
Simbioza (eng. Symbiosis) je dvadeset i prva epizoda prve sezone američke znanstveno-fantastične serije Zvjezdane staze: Nova generacija. 

## Radnja
Dok proučava magnetske promjene u suncu Delosova sustava, Enterprise prima poziv za pomoć s onesposobljenog teretnjaka. Enterprise teleportira na palubu četiri putnika i teret. Dvoje gostiju su s tehnički naprednog planeta Ornara, a drugo dvoje s njegovog susjednog planeta Brekka. Posada je zbunjena kada se dvije grupe odmah počnu svađati oko tereta.

Picard sazna da je vrijedan teret zapravo lijek protiv pošasti koja desetkuje Ornaru već dva stoljeća. Lijek stvaraju samo na Brekki, čiji ga građani daju Ornarcima u zamjenu za hranu i ostale osnovne potrepštine. No, Brekkani optužuju Ornarance da sad nisu platili za lijek i spremaju se vratiti nazad na Brekku.
Strahujući da će njihova civilizacija biti izbrisana bez lijeka, Ornaranci nagovore Picarda da bude posrednik. No, Picard može jedino nagovoriti Brekkane da daju lijek dvojici Ornaraca na Enterpriseu. Ali, kada Ornaranci uzmu lijek, dr.Crusher shvati da navodni lijek nije ništa više nego obični narkotik... i da su Ornarci vrsta ovisna o drogi. Očito, Brekkani su zanemarili obavijestiti Ornarance da pošast nije fatalna i tako od Ornaraca napravili ovisnike o lažnom liječenju.
Picard, citirajući Prvu Zapovijed, odbije obavijestiti Ornarance da ih Brekkani varaju već 200 godina. Umjesto toga, to mudro prepusti Brekkanima, povukavši raniju ponudu da popravi ornarski teretnjak. Tako će Ornaranci biti u nemogućnosti da održe svoj trgovinski sporazum, a posljedica će biti prestanak ovisnosti.

## Vanjske poveznice
- Simbioza na startrek.com   Arhivirana inačica izvorne stranice od 26. srpnja 2009. (Wayback Machine)